# 宮城野部屋
宫城野部屋（日语：／ Miyagino-Beya）是原从属于日本相扑协会伊势滨一门的相扑部屋，由吉叶山润之辅于1958年（昭和33年）创建。末任师匠为宫城野翔亲方，年寄为間垣喜翔亲方，现有力士19名。出身该部屋的现役力士四股名中多带有“鹏”字，以示对现任师匠、第69代横纲宫城野翔的尊敬。2024年因力士伤人丑闻而关闭。

## 历史

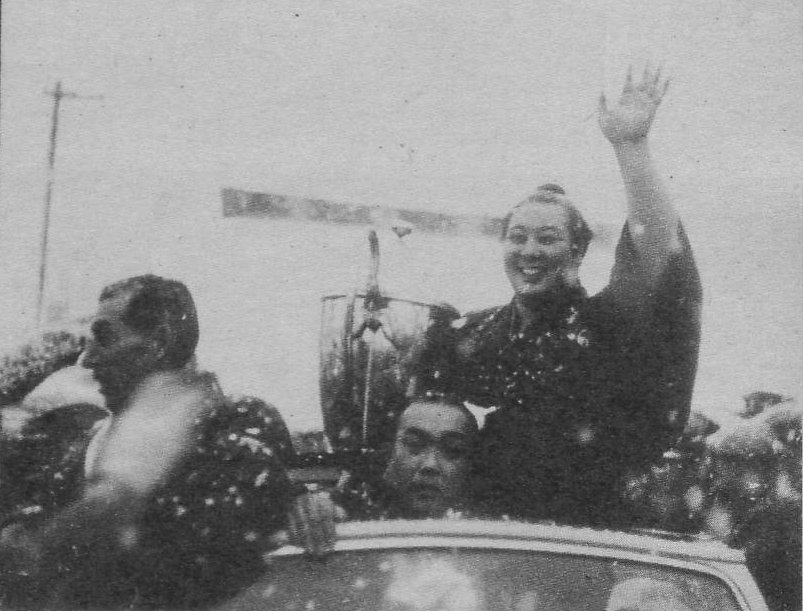
创始人第43代横纲宫城野润之辅（右一）

最早的宫城野部屋创设于明治时代，曾于大正时代培养出第24代横纲凤谷五郎。1916年（大正5年），凤谷五郎二枚鑑札，袭名成为第七代宫城野亲方，于1920年（大正9年）五月场所退役。1956年（昭和31年），第七代宫城野亲方去世，部屋因而关闭，当时在籍的第七代宫城野亲方女婿福之里牛之助转入高嶋部屋。
1958年（昭和33年）一月场所引退的第43代横纲吉叶山润之辅因成就突出，得以通过“一代年寄”制度成为初代吉叶山亲方，创设了今宫城野部屋前身——吉葉山相扑道場；1960年（昭和35年），吉葉山亲方继承年寄名跡“宫城野”，成为第八代宫城野亲方，部屋名称也改为今名。他一度培养了包括原关胁明武谷力伸、陸奥嵐幸雄与前小结廣川泰三在内的诸多力士。
1977年（昭和52年）11月，第八代宫城野亲方逝世；同年12月，第十代东关亲方廣川泰三袭名“宫城野”，成为第九代宫城野亲方，继承部屋。1980年（昭和55年）9月，部屋从位于东京都墨田区横网的原址迁往同区的绿町。第九代宫城野亲方培养的幕内力士包括竹葉山真邦与港龍安啓。
1989年（平成元年）6月，第九代宫城野亲方突然离世，第十代中川亲方竹葉山真邦袭名成为第十代宫城野亲方，继承部屋。他继承、培养了前代亲方的弟子前幕内力士光法賢一与前十两若隼人幸治，并将自己新收取的弟子——来自蒙古国的白鹏翔培养为关取。
2004年（平成16年）8月26日，北之湖部屋力士金親和憲拜为第九代宫城野亲方遗孀之养子，并与其次女成婚后退出现役，袭名成为第十一代宫城野亲方，继承部屋。他在任期间，白鹏翔升为横纲，同为蒙古出身的力士龙皇升升至关取。
2007年（平成19年）5月，讲谈社《週刊現代》披露：第十一代宫城野亲方对熟识的女性称“（白鹏初次挑战晋升横纲时）曾于2006年七月场所支付给横纲朝青龙等4人共计900万日元以求帮助白鹏获胜”，网站上还发布了一段被认为是第十一代亲方声音的录音。日本相扑协会起诉《周刊现代》诽谤，虽然最终胜诉，但协会认为第十一代宫城野亲方的言行损害了协会的尊严。2010年（平成22年）12月24日，相扑协会理事会建议第十一代宫城野亲方易位，改换年寄名跡；同月27日，金親和憲接受协会建议，袭名成为第十六代熊谷亲方，第十五代熊谷亲方竹葉山真邦（原第十代宫城野亲方）再度就任部屋师匠，成为第十二代宫城野亲方。2012年（平成24年）9月場所中，大喜鵬将大升进新十两，成为竹葉山真邦再次就任以来诞生的首位关取。
2015年（平成27年）9月10日，由于抗震结构存在问题，部屋从墨田区绿町搬迁至位于同区八广的新址。同年9月2日，第十六代熊谷亲方用金属球棒打伤付人，被警视厅逮捕，并于10月1日被相扑协会开除。
2022年（令和4年）7月28日，第二十一代間垣亲方白鹏翔袭名成为第十三代宫城野亲方，继承部屋；8月，由于所属力士人数增加，空间有限，部屋借用同区东驹形的原东关部屋旧址，第三次迁址。
2024年（令和6年）2月，出身宫城野部屋的蒙古籍力士北青鹏被曝长期霸凌弟子，宣布引退。日本相扑协会对其师父白鹏翔开罚，认为其身为部屋掌门人，在获知弟子暴行后却未尽快通报协会，以及出现妨害协会的调查工作等行为，对其降级降薪，白鹏则与弟子一同出面道歉。事后，宫城野部屋被迫关闭，自4月起由伊势滨一门任命的新师匠代管。
3月28日，相撲協會正式宣佈在可預見的未來關閉宮城野部屋，並將力士和教練轉移到伊勢濱部屋。

## 师匠

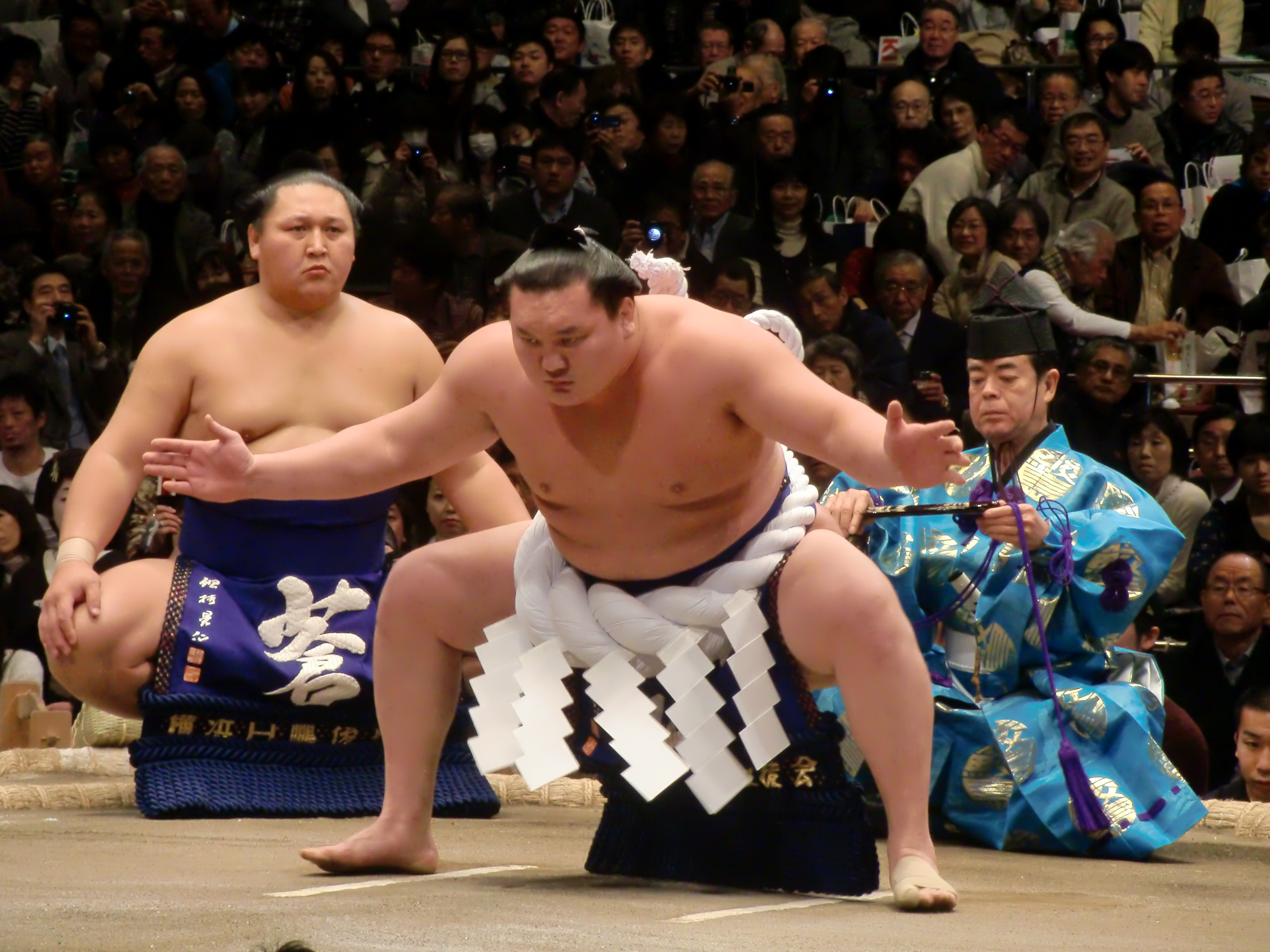
现任师匠第69代横纲宫城野翔（左二）

| 年寄顺序 | 称谓         | 在位时间      | 最高番付             | 出身地               |
| -------- | ------------ | ------------- | -------------------- | -------------------- |
| 第7代    | 宫城野谷五郎 | 1916年-1956年 | 第24代横纲           | 日本千叶县           |
| 第8代    | 宫城野润之辅 | 1960年-1977年 | 第43代横纲           | 日本北海道           |
| 第9代    | 宫城野泰孝   | 1977年-1989年 | 東小结               | 日本神奈川县         |
| 第10代   | 宫城野泰孝   | 1989年-2004年 | 東前头第13名         | 日本福冈县           |
| 第11代   | 宮城野正浩   | 2004年-2010年 | 东十两第2名          | 日本神奈川县         |
| 第12代   | 宫城野诚志   | 2010年-2022年 | 與10代宮城野為同一人 | 與10代宮城野為同一人 |
| 第13代   | 宫城野翔     | 2022年-2025年 | 第69代横纲           | 蒙古国乌兰巴托       |

## 力士
（自第八代宫城野亲方继承名寄以来）
| 宫城野部屋力士一览   | 宫城野部屋力士一览               | 宫城野部屋力士一览   | 宫城野部屋力士一览   | 宫城野部屋力士一览   | 宫城野部屋力士一览   | 宫城野部屋力士一览   | 宫城野部屋力士一览   | 宫城野部屋力士一览   | 宫城野部屋力士一览   | 宫城野部屋力士一览   |
| 四股名               | 辈分                             | 最高番付             | 出身地               |                      |                      |                      |                      |                      |                      |                      |
| 现役力士中达到关胁者 | 现役力士中达到关胁者             | 现役力士中达到关胁者 | 现役力士中达到关胁者 | 现役力士中达到关胁者 | 现役力士中达到关胁者 | 现役力士中达到关胁者 | 现役力士中达到关胁者 | 现役力士中达到关胁者 | 现役力士中达到关胁者 | 现役力士中达到关胁者 |
| -------------------- | -------------------------------- | -------------------- | -------------------- | -------------------- | -------------------- | -------------------- | -------------------- | -------------------- | -------------------- | -------------------- |
| 炎鵬晃               | 第12·13代弟子                    | 东前头第4名          | 日本石川縣           |                      |                      |                      |                      |                      |                      |                      |
| 北青鵬治             | 第12·13代弟子                    | 東前頭第6名          | 日本北海道           |                      |                      |                      |                      |                      |                      |                      |
| 伯樱鹏哲也           | 第13代弟子                       | 西前頭第9名          | 日本鳥取縣           |                      |                      |                      |                      |                      |                      |                      |
| 天照鹏真豪           | 第12·13代弟子                    | 西十两第10名         | 日本三重县           |                      |                      |                      |                      |                      |                      |                      |
| 輝鵬智貴             | 第13代弟子                       | 東十两第13名         | 日本熊本县           |                      |                      |                      |                      |                      |                      |                      |
| 横纲                 |                                  |                      |                      |                      |                      |                      |                      |                      |                      |                      |
| 白鵬翔               | 第10·11·12代弟子                 | 第69代横纲           | 蒙古国乌兰巴托       |                      |                      |                      |                      |                      |                      |                      |
| 关胁                 |                                  |                      |                      |                      |                      |                      |                      |                      |                      |                      |
| 明武谷力伸*          | 第8代弟子                        | 东关胁               | 日本北海道           |                      |                      |                      |                      |                      |                      |                      |
| 陸奥嵐幸雄           | 第8代弟子                        | 东关胁               | 日本青森县           |                      |                      |                      |                      |                      |                      |                      |
| 小结                 |                                  |                      |                      |                      |                      |                      |                      |                      |                      |                      |
| 廣川泰三*            | 第8代弟子                        | 東小結               | 日本神奈川縣         |                      |                      |                      |                      |                      |                      |                      |
| 前头                 |                                  |                      |                      |                      |                      |                      |                      |                      |                      |                      |
| 宇多川勝太郎*        | 第8代弟子                        | 東前頭第3名          | 日本东京都           |                      |                      |                      |                      |                      |                      |                      |
| 大雪嶺登             | 第8代弟子                        | 東前頭第3名          | 日本北海道           |                      |                      |                      |                      |                      |                      |                      |
| 港龍安啓             | 第8·9代弟子                      | 西前頭第4名          | 日本德岛县           |                      |                      |                      |                      |                      |                      |                      |
| 石浦鹿介             | 第12·13代弟子                    | 西前頭第5名          | 日本鸟取县           |                      |                      |                      |                      |                      |                      |                      |
| 若吉葉重幸           | 第8代弟子                        | 西前頭第6名名        | 日本北海道           |                      |                      |                      |                      |                      |                      |                      |
| 大心升*              | 第8代弟子                        | 東前頭第8名          | 日本北海道           |                      |                      |                      |                      |                      |                      |                      |
| 龍皇昇               | 第10·11·12代弟子                 | 東前頭第8名          | 蒙古国乌兰巴托       |                      |                      |                      |                      |                      |                      |                      |
| 光法賢一             | 第9·10·11代弟子                  | 西前頭第9名          | 日本鹿儿岛县         |                      |                      |                      |                      |                      |                      |                      |
| 嵐山次郎             | 第8代弟子                        | 東前頭第12名         | 日本岐阜县           |                      |                      |                      |                      |                      |                      |                      |
| 竹葉山真邦           | 第8·9代弟子                      | 東前頭第13名         | 日本福冈县           |                      |                      |                      |                      |                      |                      |                      |
| 大喜鵬将大           | 第12代弟子                       | 西前頭第16名         | 日本福冈县           |                      |                      |                      |                      |                      |                      |                      |
| 十两                 |                                  |                      |                      |                      |                      |                      |                      |                      |                      |                      |
| 松山佳弘             | 第8·9代弟子                      | 東十两筆頭           | 日本东京都           |                      |                      |                      |                      |                      |                      |                      |
| 若隼人幸治           | 第9·10代弟子                     | 東十两第3名          | 日本鹿儿岛县         |                      |                      |                      |                      |                      |                      |                      |
| 葉山健治             | 第8代弟子 （吉葉山相撲道場入门） | 東十两第10名         | 日本神奈川县         |                      |                      |                      |                      |                      |                      |                      |
| 貴羽山善之           | 第8·9代弟子                      | 西十两第10名         | 日本广岛县           |                      |                      |                      |                      |                      |                      |                      |
| 力駒雄偉             | 第8代弟子                        | 西十两第11名         | 日本北海道           |                      |                      |                      |                      |                      |                      |                      |
| 剣岳寛               | 第9·10代弟子                     | 西十两第11名         | 日本德岛县           |                      |                      |                      |                      |                      |                      |                      |
| 四季之花範雄*        | 第8代弟子                        | 西十两第13名         | 日本青森县           |                      |                      |                      |                      |                      |                      |                      |

- 带“*”者为高岛部屋（日语：高島部屋）转入。